# Par-delà le multivers

Par-delà le multivers (titre original : Tales of the White Wolf) est un recueil de nouvelles d’heroic fantasy écrite par de nombreux auteurs dont Michael Moorcock ; il met en scène les aventures d'Elric de Melniboné, une incarnation du Champion éternel. Il ne fait pas partie du Cycle d'Elric mais du cycle des Contes du Loup Blanc.
Dans la nouvelle Célébration de Célène, de Gary Gygax le héros n'est pas Elric de Melniboné mais Tristelune, le compagnon d'Elric.

## Contenu
- Introduction de Michael Moorcock (1994)
- Le Chant du Loup Blanc, de Michael Moorcock
- Demande ça à Elric, de Tad Williams
- Voici que se brise un noble cœur, de David M. Honigsberg
- Un diable inconnu, de Roland J. Green et Frieda A. Murray
- Kingsfire, de Richard Lee Byers
- La Porte des rêves, de Brad Strickland
- Stormbringer et les Enfants, de Brad Linaweaver et William Alan Ritch
- Providence, de Kevin T.Stein
- Le Gardien de la porte, de Scott Ciencin
- Célébration de Célène, de Gary Gygax
- Le Chant de Shaarilla, de James S. Dorr
- Une trop courte solitude, de Stewart von Allmen

## Référence
- Michael Moorcock présente : Contes du Loup Blanc, Par-delà le multivers (réunis par Edward E. Kramer et Richard Gilliam, traduction de E. C. L. Meistermann), Pocket coll. « Science-fiction » no 5645, 1996  (ISBN 2-266-07125-4)